# Phnum Proek
Phnom Proek es uno de los trece distritos que forman la provincia camboyana de Battambang, con una población estimada en marzo de 2008 de 49 722 habitantes. Está dividido en las siguientes  comunas (khum), que se muestran asimismo con población estimada de 2008:
- Barang Thleak 5,109
- Chak Krey 18,630
- Ou Rumduol 6,228
- Pech Chenda 14,858
- Phnom Proek 4,897